# 細谷松太
細谷 松太（ほそや まつた、1900年5月31日 - 1990年8月13日）は、日本の労働運動家。

## 経歴
山形県西村山郡谷地町出身。小学校卒業後、上京。1922（大正10）年日本海員組合に加入した。1924（大正13）年日本労働総同盟に加入した。1928（昭和3）年日本共産党に入党した。日本労働組合全国協議会書記長などを務め、たびたび逮捕、入獄した。戦後は全日本産業別労働組合会議事務局次長などを務めるが、日本共産党と対立したため脱党を余儀なくされた。高野実の盟友といわれ、1949（昭和24）年には全国産業別労働組合連合を結成し、中央執行委員に就任した。1969（昭和44）年顧問に就任した。主な著書に「日本労働運動史」「戦後労働運動の歴史と人物」など。小泉洋は「日本労働運動史」を「読み物として大変面白く」と評価を与えている。